# Johan Fredrik Ladau
Johan Fredrik Ladau, född 3 december 1773 på Väraboda i Ryssby socken, Kronobergs län, död 27 januari 1840 i Värö socken, Hallands län, var en svensk präst och teckningslärare.
Ladau blev student vid Uppsala universitet 1793 med en teologie examen 1793 som följdes av en disputation 1799. Han prästvigdes 1801 i Växjö stift och var anlitad som huspredikant hos generalen Adam Ludvig Lewenhaupt 1801. Han blev filosofie kandidat 1802 och disputerade för magistergraden 1803. Han promoverades till filosofie magister 1803 och avlade pastoralexamen i Växjö 1804. Han var bataljonspredikant vid Upplands regemente 1805 och regementspastor där 1812. Som regementspräst medverkde han i fälttåg både till Tyskland och Finland. Han nedtecknade sina upplevelser från dessa fälttåg i några bevarade fältjournaler som ej kom i tryck. Af hans journal framgår, att han under dessa krigsår mången gång slitit mycket ondt, men också att han på krigarvis förstod sig på att slå sig lös och njuta af de goda dagarnas nöjen. Han blev kyrkoherde i Värö och Stråvalla församlingars pastorat i Göteborgs stift 1818 och kontraktsprost där 1827. Under sin tid vid universitetet studerade han teckning för Per Nordquist och var under sin egen studieperiod teckningslärare i Uppsala. Bland hans mer framstående elever märks Erik Gustaf Geijer.
Han var son till löjtnanten vid Kronobergs regemente Gustaf Otto Ladau (1728–1783) och Hedvig Ulrika Påhlman (1739–1801), som var dotter till överstelöjtnanten Carl Gustaf Påhlman (1679–1757), och från 1821 gift med Elisabet (Elsa) Christina Holst (1797–1859), som var dotter till bokbindaren Sven Gerhard Holst (1759-1816). Paret fick tretton barn.